# De vier evangelisten (Jan van Bijlert)

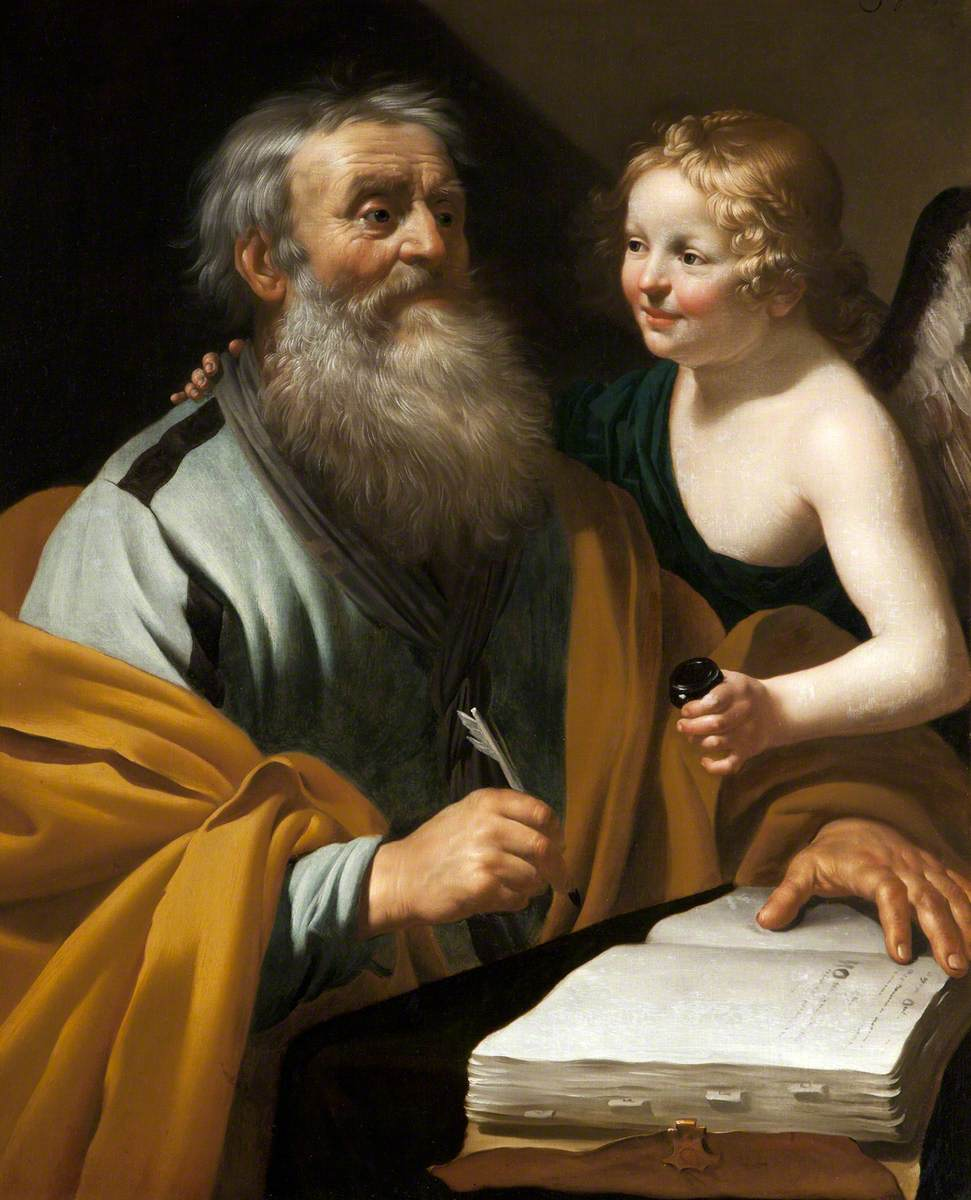
Mattheus. Ca. 1625-1630. Olieverf op doek. 94,5 × 78,5 cm. Belfast, Ulster Museum (BELUM.U229).

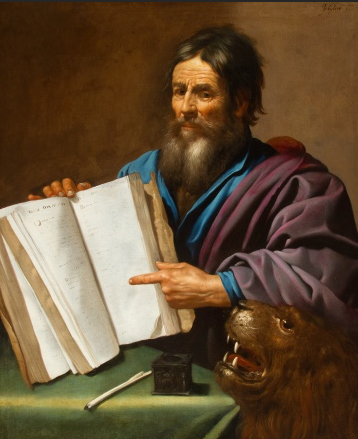
Marcus. Ca. 1625-1630. Olieverf op doek. 96 × 79 cm. Amsterdam, Collectie Kremer.

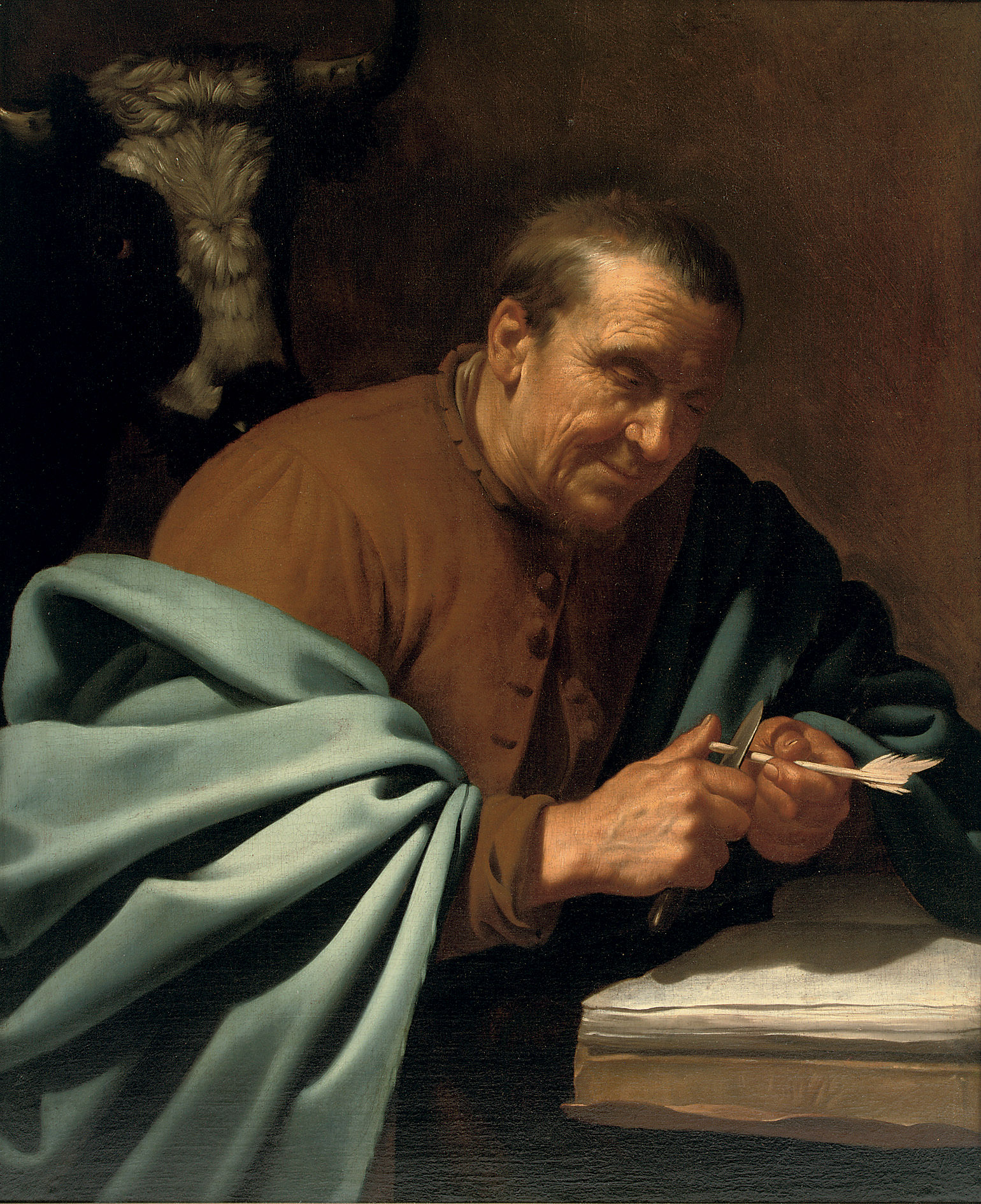
Lucas. Ca. 1625-1630. Olieverf op doek. 93,6 × 77,4 cm. Amsterdam, Christie's (13 april 2010).

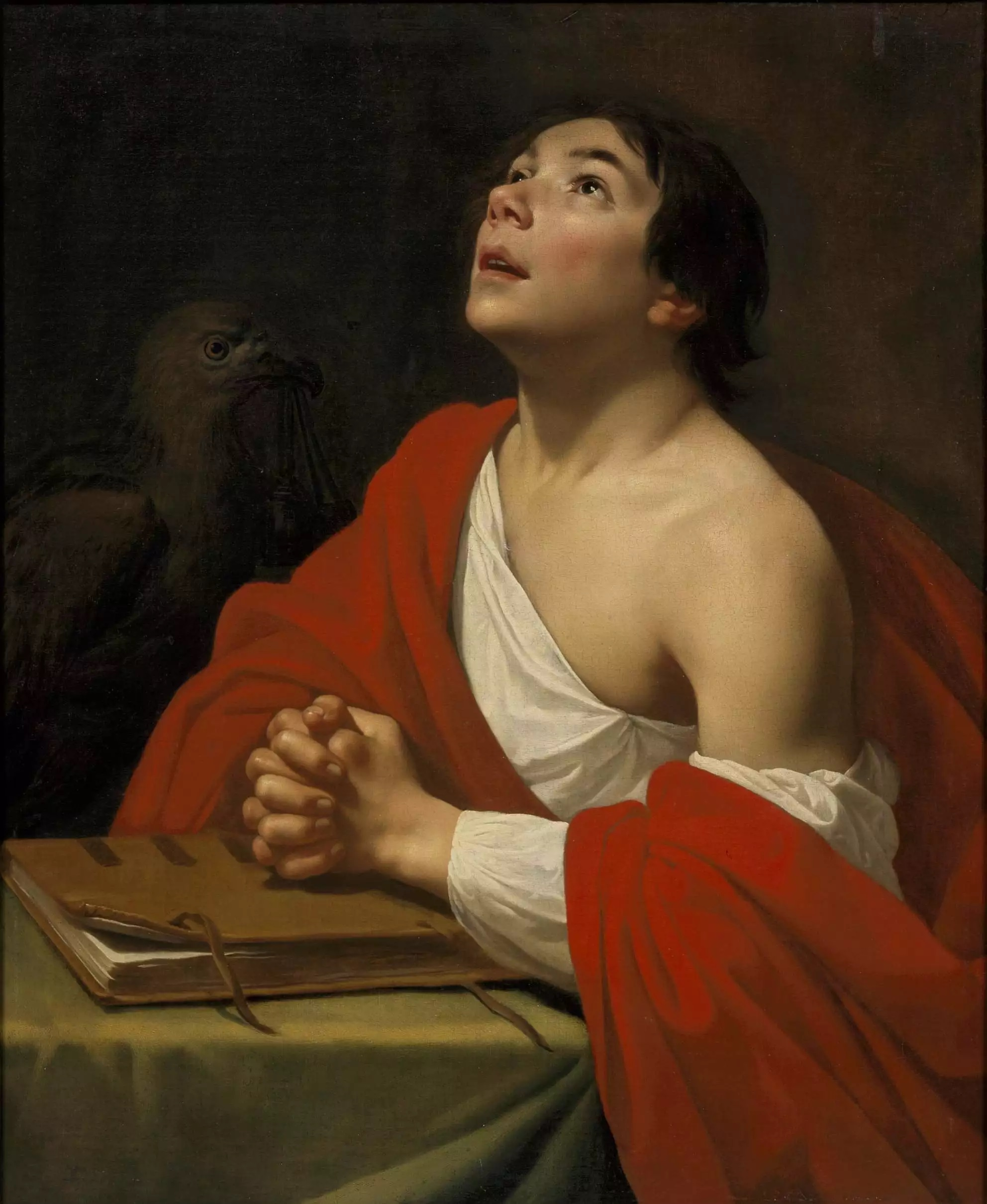
Johannes. Ca. 1625-1630. Olieverf op doek. 94,3 × 77,6 cm. Utrecht, Centraal Museum (13438).

De vier evangelisten is een serie schilderijen door de Noord-Nederlandse schilder Jan van Bijlert. De serie raakte kort na 1926 verspreid. Afzonderlijke delen bevinden zich in het Ulster Museum in Belfast, de Collectie Kremer in Amsterdam en het Centraal Museum in Utrecht.

## Voorstelling
De serie stelt voor de vier evangelieschrijvers: Mattheus, Marcus, Lucas en Johannes. Ze zijn te herkennen aan hun symbolen: de engel, de leeuw, de stier en de adelaar. Deze symbolen zijn ontleend aan het Bijbelboek Ezechiël 1, vers 5-14. Hier beschrijft de profeet Ezechiël vier gevleugelde wezens met van voren het gezicht van een mens, van rechts de muil van een leeuw, van links de kop van een stier en van achteren de bek van een adelaar. In Openbaring 4, vers 6-8, beschrijft Johannes vier vergelijkbare wezens rondom de troon van God. In de Christelijke beeldtraditie werden deze vier wezens werden al vrij vroeg – vanaf de 6e eeuw – gelijkgesteld met de vier evangelisten.
Van Bijlert heeft geprobeerd de vier evangelisten op een zo realistisch mogelijke manier af te beelden. Alle vier de mannen zijn bezig hun evangelie te schrijven. Lucas, bijvoorbeeld, snijdt zijn pen bij, terwijl Marcus de toeschouwer wijst op een opengeslagen manuscript. Het lijkt alsof hun symbolen zich in dezelfde ruimte bevinden. In het geval van Mattheus slaat zijn symbool – de Engel – zelfs zijn hand om zijn schouder en reikt hem een inkpot aan. Alleen het symbool van Marcus – de leeuw – is minder overtuigend. Waarschijnlijk heeft de schilder nooit in het echt een leeuw gezien en moest hij zich behelpen met voorbeelden van andere kunstenaars. De evangelisten Mattheus, Marcus en Lucas zijn voorgesteld als oude mannen met verweerde koppen. De evangelist Johannes – de jongste van de vier – is voorgesteld als jongeling die naar boven kijkt voor Goddelijke inspiratie. Zijn symbool – de adelaar – heeft twee kwastjes of inktpotjes in de bek.
|  |  |

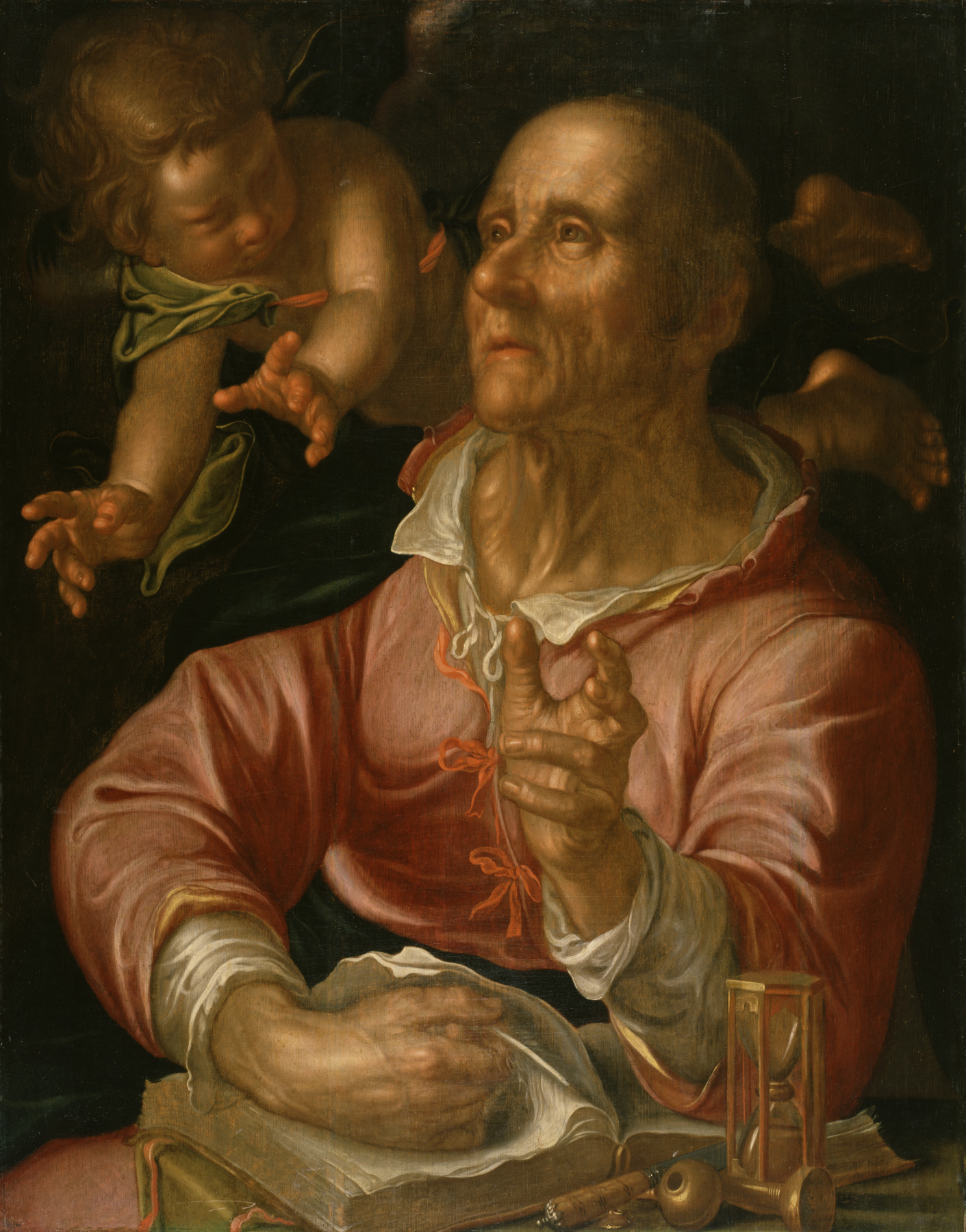
Joachim Wtewael. De evangelist Mattheus. Ca. 1616. Baltimore, Walters Art Museum.

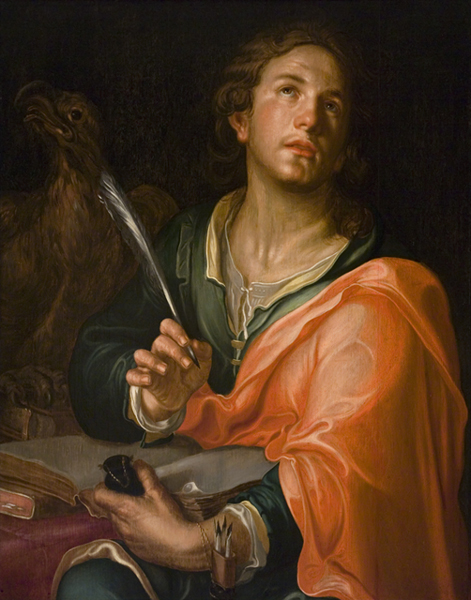
Joachim Wtewael. De evangelist Johannes. Ca. 1616. Amherst (Massachusetts), Mead Art Museum.

De serie is geschilderd in de toen in Utrecht gangbare caravaggistische manier van schilderen: halffiguren op een donkere achtergrond met veel aandacht voor lichtval (zie clair-obscur). Van Bijlert was niet de eerste Utrechtse schilder die de vier evangelisten zo afbeeldde. Van Joachim Wtewael is een vergelijkbare serie bekend uit omstreeks 1616 en van Hendrick ter Brugghen één uit 1621.

## Toeschrijving en datering
Alleen het laatste schilderij uit de serie – de heilige Johannes – is gesigneerd: ‘Jv bijlert.f[e]c[it]’ (Jan van Bijlert heeft dit gemaakt). Volgens kunsthistoricus Paul Huys Janssen ontstond de serie in de tweede helft van de jaren 1620.

## Herkomst
De serie was in het bezit van Cornelis Apostool, directeur van het Koninklijk Museum, een voorloper van het Rijksmuseum in Amsterdam. Op 23 maart 1822 liet hij hem veilen bij veilinghuis Christie in Londen. Daarna blijft de serie ruim honderd jaar buiten beeld, tot hij op 19 november 1926 weer ter veiling werd aangeboden door veilinghuis Christie, Manson & Woods. De inbrenger was Robert Percy Attenborough uit Londen. Koper was kunsthandel Th. Ward, eveneens uit Londen. Daarna raakte de serie verspreid. De Mattheus werd in 1969 aangekocht door het Ulster Museum in Belfast. De Marcus werd in 1953 en 2011 te koop aangeboden door een veilinghuis in Stockholm en werd aangekocht door George en Ilone Kremer. De Lucas werd in 1932 door kunsthandel Schwagermann uit Schiedam verkocht aan een niet met naam bekende persoon. Zijn kleinkind verkocht het werk op 13 april 2010 via verkoping bij veilinghuis Christie's in Amsterdam. De Johannes kwam in 1927 terecht in een Engelse privéverzameling en was vanaf omstreeks 1958 in het bezit van een zekere A. Rosner in Tel Aviv tot het in 1962 werd aangekocht door het Centraal Museum in Utrecht. Deze aankoop kwam tot stand met steun van de Vereniging Rembrandt.